# در حالت
در حالت (انگلیسی: In the Mood) یک فیلم به کارگردانی فیل آلدن رابینسون است که در سال ۱۹۸۷ منتشر شد. از بازیگران آن می‌توان به پاتریک دمپسی، تالیا بالسام، و بورلی دی آنجلو اشاره کرد.